# Stare Ślepce
Stare Ślepce (niem. Alt Schleps) – wieś w Polsce położona w województwie zachodniopomorskim, w powiecie świdwińskim, w gminie Sławoborze. Wieś jest siedzibą sołectwa Stare Ślepce w którego skład wchodzą również miejscowości Krzesimowo i Nowe Ślepce.
W latach 1975–1998 miejscowość administracyjnie należała do województwa koszalińskiego.